# Gundomar
Gundomar was een zoon van de Bourgondische koning Gundioc (456-474) en had drie broers Godegisel, Chilperic II en Gundobad. Zijn bestaan wordt ontleend aan twee bronnen, Gregorius van Tour en Avitus van Vienne en hun informatie over hem is summier.

## Interpretatie van de bronnen
Ouder onderzoek ging ervan uit dat na de dood van Gundioc in 474 en diens broer Chilperik I I in 480, de vier zonen van Gundioc het grondgebied onder elkaar verdeelden en dat nadien er een strijd om de macht volgde. In recent onderzoek wordt deze aanname sterk betwist, omdat betrouwbaar bewijs ontbreekt.  
De exacte data van de dood van Gundomar en diens broer Chilperik is eveneens  onduidelijk.  Er wordt nu aangenomen dat zowel Godomar als Chilperik II al in 476/77 waren overleden en dat  alleen Godegisel en Gundobad de heerschappij deelden.
Gebicca · Godomar · Gundohar · Gundioc · Godigisel · Chilperik I · Chilperik II · Gundobad · Gundomar · Sigismund · Gundomar II